# Cvitović (Slunj)
Cvitović je naselje smješteno 5 km sjeverno od grada Slunja u Karlovačkoj županiji. 

Kao administrativna jedinica grada Slunja mjesnom odboru Cvitović pripadaju naselja Cvitović, Donja Glina, Glinsko Vrelo i Marindolsko Brdo.

## Povijest
Ovaj kraj nekoć je bio sjedište snažnog i mnogobrojnog plemena Ladihovića (Ladyhovich, Vladyhovych) te je pretpostavka da se i naselje Cvitović nekada zvalo Ladihović. Istočno od Cvitovića, uz staru cestu prema Dalmaciji, na prijelazu preko rijeke Korane nalazi se stari Kremen grad za koji se pretpostavlja da je imanje i grad za obranu plemena Ladihovića. Pleme Ladihovića držalo je zemlje uz obje strane rijeke Korane prema Lađevcu, Slunju, izvoru rijeke Gline i Klokoču te je graničilo s plemenima klokočkim, smrčkovićkim i stojmerićkim. U plemenu je bilo vlastele koja je držala kmetove, plemića jednoselaca i feudalaca doseljenih iz južnih krajeva Hrvatske. Poglavica plemena hrvatski se zvao "knežinjak", a latinski "sudac". Poglavita vlastela bili su: Fabianići, Nemanići, Herendići, Sankovići, Stipetići, Nikšići ili Mikšići i Cvetovići. Plemenska samostalnost postupno se gasi pod pritiskom moćnih feudalaca Krčkih-Frankopana koji 1442. otkupljuju Kremen grad od Ilke, udovice Domše od Ladihovića. Ovu dinamičnu župu naročito su ugrožavali Turci u 16. stoljeću. Mnogo je ljudi izginulo, umrlo od boleština i gladi, odvedeno u tursko ropstvo i raseljeno u razne krajeve da bi sačuvalo vlastiti život.
U razdoblju od preko 100 godina na ovom području gotovo da i nije bilo civilnog stanovništva. Nakon Bečkog rata (1683. – 1699.) ovaj kraj oslobođen je od Turaka te mnogi Ogulinsko-modruški rodovi, kao i rodovi sa šireg područja Generalskog Stola i Bosiljeva u sklopu kolonizacije naseljavaju područje ladihovićkog plemena: Radočaj (92 osobe - 21 obitelj), Turkalj (126-19), Paulić (77-15), Stipetić (47-10), Kučinić (16-3), Mlinac (20-3), Poljak (19-2), Raužan (10-1), Bogović, Šlat.
U prvim desetljećima 18. stoljeća dio obitelji doseljava s područja Dalmacije i Bosne (starosjedioci Hrvati nemuslimani, kojih je bilo po sjevernijem dijelu oko Kozare, Kamengrada, Prijedora, Sanskog Mosta, oko Dubice, Ljubije i Majdana). Može se reći da je naseljavanje ovog područja završeno s krajem 18. stoljeća, a konačnim uređenjem Vojne krajine 1746. Cvitović se našao u sastavu Karlovačkog generalata, Slunjske pukovnije, Lađevačke kumpanije br. 1.

## Župa Cvitović
Pleme ladihovićko sakupljalo se u klupe kod župne crkve sv. Nikole u Cvitoviću (Ladihoviću), sagrađene na brdu Brkašica (n/m 361 m). Župna crkva spominje se u sastavu drežničke županije 1344. U kolovozu 1582. uz Kremen grad Turci razaraju i crkvu od koje ostaje samo zvonik koji je služio za stražarnicu. Posljednji župnik spominje se u Ladihovićima 1574. te je i on valjda doživio propast župe i plemena.
Po oslobađanju od Turaka, Cvitović je od 1720. uz Blagaj i Lađevac u sastavu slunjske župe, od koje se odvaja i postaje samostalna župa 1790. Prvi župnik nakon obnove župe bio je Joakim von Stauber (1792) koji je pripadao redu pavlina. Cvitovčani su dozidali k starom tornju crkvu koja je služila za župnu. Više je puta dograđivana i popravljana. Tek 1905. za župnika Fabeka izgrađena je današnja župna crkva. Tijekom Domovinskog rata, crkva je zbog lociranosti na vidnom mjestu, često bila meta velikosrpskih granata 1991.
Nakon okupacije slunjskog područja u studenom 1991. i progona gotovo cjelokupnog katoličkog življa, pobunjeni Srbi su ju zapalili 18. ožujka 1992. Nakon vojno-redarstvene operacije Oluja i povratka stanovništva, obnavljana je od 1996. do 2001. 
Kapela sv. Valentina pokraj župnog stana spominje se 1842. Gradili su je seoski majstori u vremenima oskudice te su radovi izvedeni nekvalitetno. U derutnom je stanju i čeka temeljitu obnovu. Župni stan sagrađen je 1764. Zub vremena ga je nagrizao i bio je u derutnom stanju sve do 1989. kad je temeljito obnovljen. Za vrijeme srpske agresije opustošen je te je opet obnovljen nakon povratka 1995. godine.
Župa je u sastavu slunjskog dekanata i Gospićko-senjske biskupije. Prema statističkim podacima župe za 2006. u istoj je 957 katolika (959 stanovnika) u 348 obitelji. Od 13. listopada 2009. župom upravlja vlč. Antonio Čutura.

## Stanovništvo
Po popisu stanovništva 2001. samo naselje Cvitović ima ukupno 362 stanovnika (182 muška i 180 ženskih).
Prema dostupnim podacima kretanje broja stanovnika u naseljima mjesnog odbora Cvitović bilo je sljedeće:
|                  | 1830. | 1857. | 1869. | 1890. | 1900. | 1910. | 1921. | 1931. | 1948. | 1961. |
| ---------------- | ----- | ----- | ----- | ----- | ----- | ----- | ----- | ----- | ----- | ----- |
| Cvitović         | 371   | 618   | 546   | 593   | 577   | 597   | 473   | 511   | 572   | 539   |
| Marindolsko Brdo | 134   | 132   | 172   | 143   | 177   | 174   | 133   | 155   | 162   | 179   |
| Glinsko Vrelo    | 171   | 182   | 177   | 222   | 218   | 226   | 163   | 197   | 212   | 230   |
| Donja Glina      | 142   | 119   | 130   | 149   | 145   | 147   | 99    | 128   | 135   | 110   |

Prema popisu stanovništva 2011. godine naselje je imalo 279 stanovnika.
| broj stanovnika | 681   | 603   | 540   | 634   | 605   | 632   | 508   | 549   | 659   | 848   | 539   | 527   | 1016  | 929   | 362   | 279   | 234   |
|                 | 1857. | 1869. | 1880. | 1890. | 1900. | 1910. | 1921. | 1931. | 1948. | 1953. | 1961. | 1971. | 1981. | 1991. | 2001. | 2011. | 2021. |

Po popisu iz 2001. godine smanjeno izdvajanjem naselja Donja Glina, Glinsko Vrelo, Gornje Taborište i Marindolsko Brdo.
 Po popisima 1981. i 1991. sadrži podatke za naselja Donja Glina, Glinsko Vrelo, Gornje Taborište i Marindolsko Brdo.

## Društva
- Kulturno umjetničko društvo "Graničar"
- Lovačko društvo "Trčka"

## Vanjske poveznice
- Službena stranica grada Slunja
- Gospićko-senjska biskupija